# Вип рум
Вип рум (енгл. VIP Room) је српска музичка емисија која се емитује на каналу РТВ Пинк од 9. септембра 2012. године. Водитељ емисије је Бошко Јаковљевић. Сматра се једном од најпознатијих и највећих емисија овог типа на Балкану.

## Формат
У емисији гостују звезде из Србије и региона које изводе нове и старе хитове. У склопу емисије се емитују и неколико различитих рубрика међу којима је и серија Chek-IN.
Први гости су били Наташа Беквалац и Жељко Јоксимовић.